# Красноярский (Чернышковский район)
Красноярский — посёлок в Чернышковском районе Волгоградской области России. Является административным центром Красноярского сельского поселения.

## Красноярский в годы Великой Отечественной войны
В ночь на 31 декабря дивизии корпуса, совместно с 53-й механизированной бригадой обошли оборону противника. Они, воспользовавшись темнотой, подошли к хутору Красный Яр, взяли в кольцо и на утро внезапным налетом овладели им.
В авангарде шли кавалеристы 112-й дивизии.
Противник был застигнут врасплох и не смог оказать активного сопротивления. Гарнизон хутора Красный Яр состоял из так называемой группы «Оберста Штагеля», в которой свыше 100 человек являлись личным составом авиационной части, дислоцировавшейся на аэродроме близ Чернышковского. Были захвачены также оперативные документы, мощные радиостанции, до 20 легковых и около 100 грузовых машин, три склада с продовольствием и один — с медикаментами.
31 декабря противник силами до двух батальонов пехоты при поддержке 15 танков предпринял две последовательные контратаки на Красный Яр со стороны Чернышковского. Они были отбиты с большими для него потерями.— Внезапный удар 